# Cimatron
Die Cimatron Ltd. ist ein Hersteller von CAD/CAM-Software mit Sitz in Tel Aviv in Israel. 

## Überblick
Cimatron wurde 1982 gegründet. Niederlassungen bestehen in China, Frankreich, Großbritannien, Indien, Italien, den Vereinigten Staaten, Südkorea, Japan und in Deutschland in Ettlingen (Zentrale) sowie Büros in Nürnberg, Hamm und Ismaning bei München. Mehr als 50 Mitarbeiter entwickeln in Israel, Deutschland und Russland die CAD/CAM-Softwareproduktlinie CimatronE bzw. dessen Vorgänger CimatronIT. Das Unternehmen vertreibt diese Produkte weltweit über 35 Distributoren. Mehr als die Hälfte des Umsatzes ergibt sich aus dem Service-Geschäft und den Software-Lizenzgebühren der ca. 8.500 Kunden, die zu einem großen Teil in Europa ihren Sitz haben. Der Umsatz aus Lizenzgebühren ist aufgrund des gestiegenen Wettbewerbs gesunken. Die Entwicklung der CAD/CAM-Technologie wurde durch die israelische Regierung gefördert.
Die Aktien des Unternehmens werden an der NASDAQ im SmallCap-Markt in New York unter dem Börsenkürzel CIMT gehandelt. Jeweils ca. 33 % der Aktienanteile befinden sich im Besitz der Koonras Ltd., Tel-Aviv und der DBSI Investments Ltd., Herzlia.

## Produkte
CimatronE ist eine ab September 2001 vertriebene CAD/CAM-Softwarelösung für den Werkzeug- und Formenbau und die Fertigungsindustrie. Die Software wird bei kleinen und mittleren Unternehmen der Automobil- und Flugzeugindustrie für CAD-Entwicklung von Kunststoff-Spritzguss-Produkten und Werkzeugen sowie für die Steuerung der CNC-Werkzeugmaschinen eingesetzt. Angeboten wird auch eine für die Schuhherstellung angepasste Version der Software. 
Die Software verfügt über Schnittstellen für neutrale Dateiformate und Dateiformate anderer Hersteller (ACIS, STEP 203/214, VDA-FS, IGES, Parasolid, CATIA V4/V5, ProE Neutral, DWG/DXF).